# 童子蛋
童子蛋（どうじたん、拼音: Tóngzǐdàn、英: virgin boy egg）とは、中国浙江省東陽市の伝統料理で、男児の尿で煮込んだゆで卵である。名は「少年卵」を意味する。尿は一般の子供から採取するのが普通だが、10歳以下が望ましいとされている。東陽市では童子蛋が春の味覚として伝統に根付いており、一般の思春期前男児から尿が集められている。東陽市の「無形文化財」にも登録されている。

## 歴史
東陽市で数世紀前から受け継がれてきた伝統ある料理である。中国には保存食一般の長い歴史がある。卵を長期保存するために作られていた料理に茶葉蛋があり、童子蛋も（由来は必ずしも同じではないとしても）同様の文化的背景から発展してきたものである。特に男児の尿が用いられる点については、数百年にわたる慣行という以外に明確な説明はない。もっとも、中国では古くから尿に様々な薬効があるとされ、古代には広く摂取されていた。そのころ小作人や一般の農民の手に入る数少ない滋養物が卵であった。浙江省は山がちで川が流れる地勢であるため、長きにわたって農業が文化の中心だった。もっとも広く栽培されていたのはコメだが、ほとんどの小作農は与えられた土地で自分の豚や鳥類も飼っていた。そのため一般庶民でも卵は入手可能であり、尿が薬効を持つと信じられていたこともあって童子蛋の人気は広まった。
この料理が伝統的な性格を帯びたのは、中国の食文化が昔からそれぞれの料理の歴史に注意を払ってきたことが大きい。西洋の食文化が歴史的に食材や調理法を重視してきたのと異なり、中国では食品が発明された時期や歴史上の人物との関わりのような逸話が重視されるが、童子蛋はその一例である。公共機関の情報でも童子蛋の正確な歴史は明らかにされていないが、一般に忌避される伝統料理に東陽市民が忠誠を尽くす理由は、中華料理に特有の伝統志向により説明できる。

## 調理法
調理にはまず、売り手が近隣から集めた男児の尿に卵を浸して火にかける。茹で上がったら卵の殻全体にひびを入れて尿に戻す。その後、新しい尿を注ぎ足しながらとろ火で煮続けて味を染ませる。全工程を終えるのに丸1日かかるのが一般的である。漬け汁に独自のハーブを加えるレシピもある。メープルシロップ尿症を患った少年の尿は甘味があるため特に珍重される。完成した童子蛋には塩味が付き、白身は淡い金色、黄身は緑色になる。童子蛋は熟成法や歴史の長さで皮蛋に似ているが、尿を用いない皮蛋の方が現在はるかに広く受け入れられている。

## 現代文化における位置づけ
童子蛋は東陽市の由緒ある伝統とみなされており、ほかの文化のようにタブー視されることはない。尿は10歳以下の男児から採るのが望ましいため、業者は市内の小学校に赴く。地元の伝統文化の中で育った児童はこの慣習に慣れている。男子小学生が尿意を催すと用を足しに行くのはほかの文化と変わらないが、便所ではなく業者が廊下に設置したタライに排尿する。教師もこの慣習に慣れており、熱があったり気分が悪い時はタライに排尿しないよう指導する。業者の中には、公園や公衆便所に容器を持ち込んで子どもに排尿させてくれる親を待つ者もいる。東陽市の住人は露店の商人から童子蛋を買うだけでなく、家族の男児から尿を採って自作することもある。現代の医学研究によれば尿の摂取に健康上の利益はないと判明しているが、童子蛋の伝統は今でも変わりなく続いている。2012年時点で童子蛋は1個およそ1.50元（約25円）で売られており、通常の卵の2倍の値段であった。もちろん東陽市の住人すべてがこの料理を歓迎しているわけではなく、地元民の一人は「あの匂いは我慢できない。考えただけで吐きそうになる。とにかく臭い」という証言を残している。しかし全体としては、童子蛋は現在でも東陽市住人の間で味や「香り高さ」も含めて珍重されている。
英国のダンスデュオ、シミアン・モバイル・ディスコは童子蛋にインスパイアされたシングル曲 "Tong Zi Dan" を出している。

## 健康効果と民間療法
飲尿は中国の歴史を通して伝統医療の大きな部分を占めてきた。古代には薬の効果を高める手段として尿が用いられたが、今日ではそのような慣行は不衛生だという見方がほとんどである。しかし、尿を乾燥させて結晶化した成分は人中白と呼ばれて漢方薬として扱われる。これは炎症や炎症性疾患、また皮膚や口腔内の真菌症を抑えると言われている。尿に漬けた童子蛋を摂取すると陰の欠乏に効果があり、体内にこもった熱を下げて血液の循環を良くするという主張がある。東陽市では風説により熱射病や関節痛を防ぐとも信じられている。古代の中国では、自身の尿に七日間漬けて熟成させた卵を三か月間食べ続ければ慢性的な喘息が直ると広く信じられていた。また漢方では、少年がその日最初に排泄した尿には非常な薬効があり、薬草と併用すれば強壮剤になるともされる。現代の医師は、童子蛋の摂取をはじめとする飲尿行為に健康上の利益があるとは信じていない。現代の根拠に基づく医療では、尿は「人体から排出された不要物であり、基本的に人間の健康に寄与する物質を含んでいない」とされる。そのため多くの医者は童子蛋の摂取を避けるよう勧めている。